# Miletuticos
Miletuticos (en griego, Μιλητουτεῖχος) era una antigua colonia griega ubicada cerca de la costa de la Propóntide de Asia Menor.
Es mencionada en las Helénicas de Oxirrinco: en el año 395 a. C. las tropas de Agesilao, rey de Esparta, partiendo desde Cío, atacaron Miletuticos, pero no pudieron tomarla y se retiraron, marchando a continuación por el río Ríndaco hasta Dascilio.
El topónimo también aparece registrado en una inscripción donde se menciona un teorodocos en Miletuticos hacia el año 330 a. C. Es dudoso si aparece otra mención del topónimo en un decreto ateniense del año 410/9 a. C. Algunos estudiosos han identificado Miletuticos con Miletúpolis, pero otros defienden que se trata de dos ciudades diferentes. Otra posibilidad que se ha sugerido es identificarla con la ciudad de Apolonia sobre el Ríndaco. Se ha sugerido como posible emplazamiento de Miletuticos el noroeste del lago Apoloniatis, en la actual Uluabat.